# Queijada
Les queijadas sont un type de dessert produit principalement dans la ville de Sintra au Portugal. 
Leur confection requiert du requeijão ou du fromage, des œufs, du lait et du sucre. 
La production des queijadas a débuté à Sintra au XIIIe siècle ou au XIVe siècle. Le dessert constitue aujourd'hui un des mets emblématiques de la ville et est régulièrement proposé aux touristes. On retrouve également ce dessert à Lisbonne, Madère, Oeiras, Évora ou encore Montemor-o-Velho.